# Conclave del 1287-1288
Il conclave del 1287-1288, che elesse papa Niccolò IV, fu aperto il 4 aprile 1287, giorno successivo alla morte di papa Onorio IV, e si concluse il 22 febbraio 1288.
All'apertura erano titolari 16 cardinali, di cui ben 6 morirono durante il periodo di durata del conclave, probabilmente a causa di un'epidemia di malaria favorita dal forte caldo che colpì Roma in quell'estate. I porporati superstiti - ad eccezione di Masci - lasciarono Roma e si riunirono nuovamente il 15 febbraio 1288.
Quel giorno, proprio Masci venne eletto pontefice all'unanimità; rifiutò ma, eletto una seconda volta il 22 dello stesso mese, finì con l'accettare. Egli, che prese il nome di Niccolò IV, fu il primo religioso francescano della storia a diventare papa. All'epoca si pensava che Masci fosse sopravvissuto tenendo un fuoco acceso nella sua stanza per “purificare” i vapori pestilenziali che, così pareva, causavano la malattia. 
L'elezione si tenne nei pressi della Basilica di Santa Sabina, sull'Aventino, nel palazzo Savelli, denominato Corte Savella, che Onorio IV aveva costruito e utilizzato come residenza papale de facto. Secondo Smith, Niccolò IV era, come il suo predecessore, “un partigiano non dissimulato degli interessi francesi” e “un altro esempio dell'uso disonesto dell'autorità spirituale per fini politici, poiché aveva liberato Carlo II di Napoli da un giuramento scomodo fatto ad Alfonso III d'Aragona”. 

## Partecipanti all'elezione
| Elettore                          | Nazionalità         | Titolo cardinalizio                                                  | Ruolo                                                                                      | Nascita  | Concistoro |
| --------------------------------- | ------------------- | -------------------------------------------------------------------- | ------------------------------------------------------------------------------------------ | -------- | ---------- |
| Bentivegna de' Bentivegni, O.F.M. | Stato Pontificio    | Cardinale vescovo di Albano                                          | Decano del Collegio Cardinalizio; Gran penitenziere                                        | 1225 ca. | 12/03/1278 |
| Latino Malabranca Orsini, O.P.    | Stato Pontificio    | Cardinale vescovo di Ostia e di Velletri                             | Inquisitore Generale                                                                       | 1235     | 12/03/1278 |
| Girolamo Masci, O.F.M.            | Regno di Napoli     | Cardinale vescovo di Palestrina                                      | Ministro generale emerito dell'Ordine francescano; eletto papa                             | 1227     | 12/03/1278 |
| Hugh of Evesham                   | Regno d'Inghilterra | Cardinale presbitero di S. Lorenzo in Lucina                         | Arcidiacono di Worcester                                                                   | 1215 ca. | 12/04/1281 |
| Gervais Jeancolet de Clinchamp    | Regno di Francia    | Cardinale presbitero dei SS. Silvestro e Martino ai Monti            | Arcidiacono di Parigi                                                                      | 1218 ca. | 12/04/1281 |
| Cosmo Glusiano de Casate          | Signoria di Milano  | Cardinale presbitero dei SS. Marcellino e Pietro                     | Auditore della Sacra Rota                                                                  |          | 12/04/1281 |
| Gedefroy de Bar                   | Regno di Francia    | Cardinale presbitero di S. Susanna                                   | Auditore papale; Decano della Cattedrale di Parigi                                         |          | 12/04/1281 |
| Goffredo da Alatri                | Stato Pontificio    | Cardinale diacono di S. Giorgio in Velabro                           | cardinale protodiacono                                                                     | 1205     | 17/12/1261 |
| Matteo Rubeo Orsini               | Stato Pontificio    | Cardinale diacono di S. Maria in Portico                             | Arciprete della Basilica Vaticana; Cardinale protettore dell'Ordine Francescano            | 1230     | 22/05/1262 |
| Bernard de Languissel             | Regno di Francia    | Cardinale vescovo di Porto e Santa Rufina                            | Legato pontificio in Lombardia e Piemonte                                                  | 1240 ca. | 12/04/1281 |
| Giordano Orsini                   | Stato Pontificio    | Cardinale diacono di Sant'Eustachio                                  | fratello di Niccolò III                                                                    | 1220 ca. | 12/03/1278 |
| Giacomo Colonna                   | Stato Pontificio    | Cardinale diacono di S. Maria in Via Lata e di Santa Maria in Aquiro | Vicario generale di Sua Santità per la diocesi di Roma; Arciprete della Basilica Liberiana | 1250 ca. | 12/03/1278 |
| Benedetto Caetani                 | Stato Pontificio    | Cardinale diacono di S. Nicola in Carcere Tulliano                   | Dottore in diritto canonico                                                                | 1230     | 12/04/1281 |

## Cardinali assenti
Tre cardinali non erano presenti poiché impegnati in missioni diplomatiche:
| Elettore            | Nazionalità      | Titolo cardinalizio                   | Ruolo                                                                   | Nascita  | Concistoro |
| ------------------- | ---------------- | ------------------------------------- | ----------------------------------------------------------------------- | -------- | ---------- |
| Gerardo Bianchi     | Parma            | Cardinale vescovo di Sabina           | Legato pontificio presso il Regno di Sicilia                            | 1222 ca. | 12/03/1278 |
| Giovanni Boccamazza | Stato Pontificio | Cardinale vescovo di Frascati         | Arcivescovo emerito di Monreale; Legato pontificio in Boemia e Germania | 1245 ca. | 22/12/1285 |
| Jean Cholet         | Regno di Francia | Cardinale presbitero di Santa Cecilia | Legato pontificio in Francia                                            |          | 12/04/1281 |